# Marc Hantaï
Marc Hantaï (* 23. März 1960 in Paris) ist ein französischer Traversflötist und Kammermusiker.

## Leben und Wirken
Als Sohn des ungarisch-französischen Kunstmalers Simon Hantaï in Paris geboren, studierte er bei Barthold Kuijken am Königlichen Konservatorium in Brüssel und schloss seine Studien 1986 mit Auszeichnung (Diplome Supérieur avec grande distinction) ab. Seitdem konzertierte Marc Hantaï mit den renommiertesten Ensembles der Alten Musik-Szene, so z. B. mit dem Amsterdam Baroque Orchestra, Les Arts Florissants, Collegium Vocale Gent, La Chapelle Royale, La Petite Bande, Europa Galante, Ricercar Consort, Le Concert Français, Balthasar Neumann Ensemble, La Chambre Philharmonique, Anima Eterna Symphony Orchestra, Le Concert des Nations, Les Talens Lyriques, Orchester der J. S. Bach-Stiftung St. Gallen, und arbeitete dabei u. a. mit Jordi Savall, Sigiswald Kuijken, Gustav Leonhardt, Ton Koopman, Philippe Herreweghe, William Christie, Fabio Biondi, Emmanuel Krivine, Rudolf Lutz, Jos van Immerseel, Thomas Hengelbrock und Philippe Pierlot zusammen.
Regelmäßig tritt Hantaï als Solist und Kammermusiker in Europa, Japan, Korea, Brasilien und den Vereinigten Staaten auf. Weiter musiziert er gemeinsam mit seinen Brüdern Jérôme (Viola da Gamba) und Pierre Hantaï (Cembalo) als Trio Hantaï. Zahlreiche CD-Einspielungen von repräsentativen Werken des 17. und 18. Jahrhunderts, darunter die h-Moll Suite und das Musikalische Opfer von J. S. Bach mit Jordi Savall, Bachs Flötensonaten mit seinen beiden Brüdern, die sechs Flötenduette von Wilhelm Friedemann Bach, Les Nations von François Couperin mit den Kuijken-Brüdern oder Haydns Londoner Trios, dokumentieren seine vielseitige Tätigkeit als Interpret im Bereich der historischen Aufführungspraxis.
Marc Hantaï war mehrere Jahre Assistent von Barthold Kuijken am Brüsseler Konservatorium. Seit 2008 unterrichtet er als Professor für Traversflöte und Kammermusik an der Schola Cantorum Basiliensis und war 2017–2022 in gleicher Funktion auch an der katalanischen Hochschule für Musik in Barcelona (ESMUC) tätig. Hantaï spielt bevorzugt auf einem Instrument, das der Tiroler Instrumentenbauer Rudolf Tutz nach einer Vorlage von Wilhelm Liebel um 1825 nachgebaut hat.